# Eketahuna
Eketahuna – miasteczko w Nowej Zelandii, na Wyspie Północnej, w regionie Manawatu-Wanganui.